# مشروع نهر الكونغو
مشروع نهر الكونغو ويمكن تسميته بمشروع ربط نهر الكونغو بنهر النيل هي فكرة مشروع ضخم مراده التحكم بالموارد المائية في البلدان المستفيدة - حسب دراسات القائمين على المشروع - وهي مصر والسودان وجنوب السودان وجمهورية الكونغو الديمقراطية. مضمون الفكرة شق قناة تصل نهر الكونغو بأحد روافد نهر النيل في السودان .
ظهرت الفكرة بشكل فعلي لأول مرة عام 1980م عندما أمر الرئيس المصري أنور السادات الدكتور إبراهيم مصطفى كامل والدكتور إبراهيم حميدة بعمل جولة ميدانية في الكونغو لتقديم تصور عن الطبيعة الجغرافية للنهر وبعد تقديم المشروع للسادات قامت الحكومة المصرية بإرساله إلى شركة آرثر دي ليتل الشركة العالمية المتخصصة في تقديم الاستشارات الاستراتيجية الأمريكية لعمل التصور المتوقع والتكلفة المتوقعة ثم ردت بالموافقة وأرسلت التقرير لمصر.

## نبذة عن النهرين

### نهر الكونغو
ينبع من جنوب شرق جمهورية الكونغو الديمقراطية (زائير سابقا) وهو ثاني أطول نهر في أفريقيا بعد نهر النيل، وأولها من حيث مساحة الحوض وثاني أكبر نهر في العالم من حيث الدفق المائي بعد نهر الأمازون يلقي هذا النهر ما يزيد عن ألف مليار متر مكعب من المياه في المحيط الأطلسي. تدفق مستمر طول العام ولا يعاني من التذبذب إذ يقع النهر في المنطقة الاستوائية غزيرة المطر.

### نهر النيل
أطول أنهار الكرة الأرضية إجمالي طول النهر 6670 كم (4130 ميل). يغطي حوض النيل مساحة 2,9 مليون كم²، ويمر مساره بعشر دول إفريقية يطلق عليها دول حوض النيل. لنهر النيلِ رافدانِ رئيسيان هما: النيل الأبيض النابع من بحيرة فيكتوريا والنيل الأزرق النابع من بحيرة تانا. لكن كمية المياه التي يحملها قليلة إذ يحمل ما يقارب 8% من المياه التي يحملها نهر الكونغو على سبيل المثال.

## إيجابيات المشروع
وفرة مياه نهر الكونغو وزيادته عن حاجة البلاد الغنية بالأمطار الاستوائية المتوافرة طوال العام كما يعتبر شعب الكونغو من أغنى شعوب العالم بالموارد المائية ونصيب الفرد من المياه في الكونغو 35000 متر مكعب سنويا وكميات كبيرة من المياه تصب في المحيط. مقابل مصر الفقيرة مائيا وربما تعاني من نقص الموارد المائية بسبب الزيادة السكانية ومشاكل الجفاف.
يتصور المشروع الفائدة المشتركة بين الدول المشتركة حيث تقدم الكونغو المياه مقابل قيام مصر بتقديم الخبراء والخبرات لتطوير مجموعة من القطاعات في الكونغو وخاصة على صعيد توليد الطاقة الكهربائية من المساقط المائية بافتراض أن المشروع سيجعل الكونغو من أكبر الدول المصدرة للطاقة في العالم ويحقق لها عائد مادي ضخم من توليد وتصدير الطاقة الكهربائية.
يفترض من المشروع توفير 95 مليار متر مكعب من المياه سنويا تكفي لزراعة 80 مليون فدان تزداد بالتدرج بعد 10 سنوات إلى 112 مليار متر مكعب مما يصل بمصر لزراعة نصف مساحة الصحراء الغربية.

## مشاكل المشروع
سليبات وصعوبات المشروع ذكرها وزير الري السابق حسام المغازي في عدة تصريحات عام 2015 أولها تجاوز فاصل الكونغو والنيل وحل مرور المياه على مستنقعات السدود في جنوب السودان التي ستضيع المياه فيها ولن تصل لمصر، كما أن النهر لن يستوعب كميات المياه الجديدة وستحتاج مصر لحفر قناة توازي نهر النيل في الصحراء الغربية وكل هذه التكلفة ستضاف للتكلفة الكبيرة للمشروع، بالإضافة للعمل في مناطق النزاع والتمرد في جمهورية الكونغو الديمقراطية وجنوب السودان.
يشكل البعد القانوني عائق للمشروع بسبب أن نقل المياه بين أحواض الأنهار مخالف للأعراف الدولية وأن المشروع عابر للحدود فسيحتاج موافقة السودان وجنوب السودان وجمهورية الكونغو الديمقراطية على المشروع على أن آخر اثنين لا توجد لهما مصلحة واضحة من الموافقة على المشروع.
بالنسبة لمقترح شركة ساركو عبر البحار فرد وزارة الري أن الشركة تطرح سوى فكرة لم تبلغ حتى مراحل استكشاف المشروع على الأرض مع عدم ذكر أي معلومات هيدرولوجية وعدم تحديد عدد خطوط مواسير القناة الرابط والقطاعات الطولية والعرضية لها على امتداد طولها ولا أي من محطات الرفع ولا قوتها ولا الطاقة المستهلكة ولا أي بيانات عن السدود المقترح بنائها وعدم ذكر مصادر تمويل المشروع.
صحيح أن الكونغو تمتلك وفرة في المياه إلا أن الكثير من شعبها يعانون في سبيل الحصول عليها ولهذا يعارض العديد من الكونغوليين فكرة نقل المياه بحجة أنهم أولى بالمياه من غيرهم.

## الدراسات والاجتماعات القائمة على كيفية تنفيذ المشروع
كشف الدكتور عبد العال حسن نائب رئيس هيئة المساحة الجيولوجية والثروة المعدنية عن نجاح خبراء الهيئة في وضع 3 سيناريوهات علمية وجيولوجية تسمح بزيادة إيراد نهر النيل باستغلال جزء من فواقد نهر الكونغو التي تصل إلى 1000 مليار متر مكعب سنويا تلقي في المحيط الأطلسي، وذلك عن طريق إنشاء قناة حاملة بطول 430 كيلو متر لنقل المياه إلى حوض نهر النيل عبر جنوب السودان إلى شمالها ومنها إلى بحيرة ناصر.
وأشار إلى أنه تمت دراسة 3 سيناريوهات مقترحة لتحديد مسار المياه، طول الأول 424 كيلو متر وفرق منسوب المياه سيكون 1000 متر وهو ما يستحيل تنفيذه، والسيناريو الثاني على مسافة 940 كيلو متر وارتفاع 400 متر، والثالث ينقل المياه علي مسافة 600 كيلو متر وفرق ارتفاع 200 متر، وهو السيناريو الأقرب إلى التنفيذ من خلال 4 محطات رفع متتالية للمياه. وكشف المقترح عن إمكانية توليد طاقة كهربائية تبلغ 300 تريليون وات في الساعة وهي تكفي لإنارة قارة أفريقيا، لافتًا إلى أن الكونغو تصنف على أن لديها 6/1 قدرات الطاقة الكهرومائية في العالم لتوليد الكهرباء من المساقط المائية.
أوضح عبد العال أن تنفيذ المشروع سوف يتضمن إنشاء شبكة طرق والمسارات التي يمكن من خلالها ربط مدينة الإسكندرية بمدينة كيب تاون لربط شعوب القارة الإفريقية من أقصى شمالها إلى أقصى جنوبها من خلال خط سكك حديدية.
وقال إن تنفيذ المشروع سيتم على عدة مراحل حسب توافر ظروف التمويل، لافتا إلى أن المدى الزمني لتنفيذ المشروع، في حالة تنفيذ السيناريو الثالث يستغرق 24 شهرًا بتكلفة 8 مليارات جنيه مصري وهي تكلفة محطات الرفع الأربع لنقل المياه من حوض نهر الكونغو إلى حوض نهر النيل، بالإضافة إلى أعمال البنية الأساسية المطلوبة لنقل المياه.

## المواقف الدولية

### موقف مصر
الموقف المصري مستقر على رفض المشروع لعدة أسباب مذكورة سابقًا. صرح وزير الري السابق محمد عبد المطلب في 2013 أن المشروع تحت الدراسة وأنه إن نفذ سيوفر لمصر 50 مليار متر مكعب من المياه. صرح وزير الري السابق حسام المغازي في عام 2015 أن الوزارة ترفض المشروع بسبب احتوائه على العديد من الأخطاء الفنية والهندسية.  صرح وزير الري السابق محمد عبد العاطي في 2016 أن المانع من التنفيذ هو ارتفاع التكلفة والأولويات بينما هندسيًا يمكن تنفيذه، ثم عاد في عام وصرح أن الوزارة رفضت الفكرة بسبب التكلفة العالية التي من الأولى أن توجه للاستفادة المثلى من مياه نهر النيل الحالية.

### موقف جمهورية الكونغو الديمقراطية
صرح رئيس جمهورية الكونغو الديمقراطية ديني ساسو نغيسو في عام 2015 أنه إذا أثبتت جدوى المشروع فما المانع من تحويل المياه، لكن يشترط دستور جمهورية الكونغو على استفتاء الشعب على تحويل مياه أنهار البلاد وفكرة نقل مياه نهر الكونغو إلى أي دولة من دول الجوار لا تلقى رواجًا كبيرًا بين شعب البلاد.

## وسائل الإعلام
تحدث عدة قنوات إعلامية عن المشروع أغلبها مصرية منها: قناة دريم التي خصصت حلقة كاملة عن هذا الموضوع (د. نادر نور الدين وفكرة مشروع نهر الكونغو)، وجريدة العربي وجريدة الأهرام وموقع صدى البلد وجريدة الشروق المصرية.